# Scionomia
Scionomia is een geslacht van vlinders van de familie spanners (Geometridae), uit de onderfamilie Ennominae.

## Soorten
- S. anomala Butler, 1881
- S. lignicolor Warren, 1893
- S. mendica Butler, 1879
- S. parasinuosa Inoue, 1982
- S. praeditaria Leech, 1897
- S. sinuosa Wileman, 1910